# آندراده آنتونس آندرسون
آندراده آنتونس آندرسون (به پرتغالی: Andrade Antunes Anderson) مهاجم اهل برزیل است که در شهر Ibitinga و در تاریخ ۱۵ نوامبر ۱۹۸۱ به دنیا آمده‌است.
آندراده آنتونس آندرسون در تیم‌های فوتبال Campinense سابقهٔ حضور دارد.